# 삼성 갤럭시 M10
삼성 갤럭시 M10은 삼성전자가 생산하는 안드로이드 스마트폰이다.  2019년 1월 28일에 공개되었으며 그해 2월 5일에 출시되었다.

## 성능
이 기기는 14nm 공정에 기반한 1.6GHz 옥타 코어 엑시노스 7870 칩셋으로 구동되며 1.6GHz의 클럭을 가진 8개의 ARM Cortex-A53 코어를 제공한다. 6.2인치 HD+(720x1520픽셀) 인피니티-V 디스플레이와 19:9의 가로 세로 비율을 가진 삼성 갤럭시 M10이다.